# درودمند
درودمند یک منطقهٔ مسکونی در ایران است که در استان کرمان واقع شده‌است. درودمند ۱۲۷ نفر جمعیت دارد.